# Madingou (district)
Pour les articles homonymes, voir Madingou.

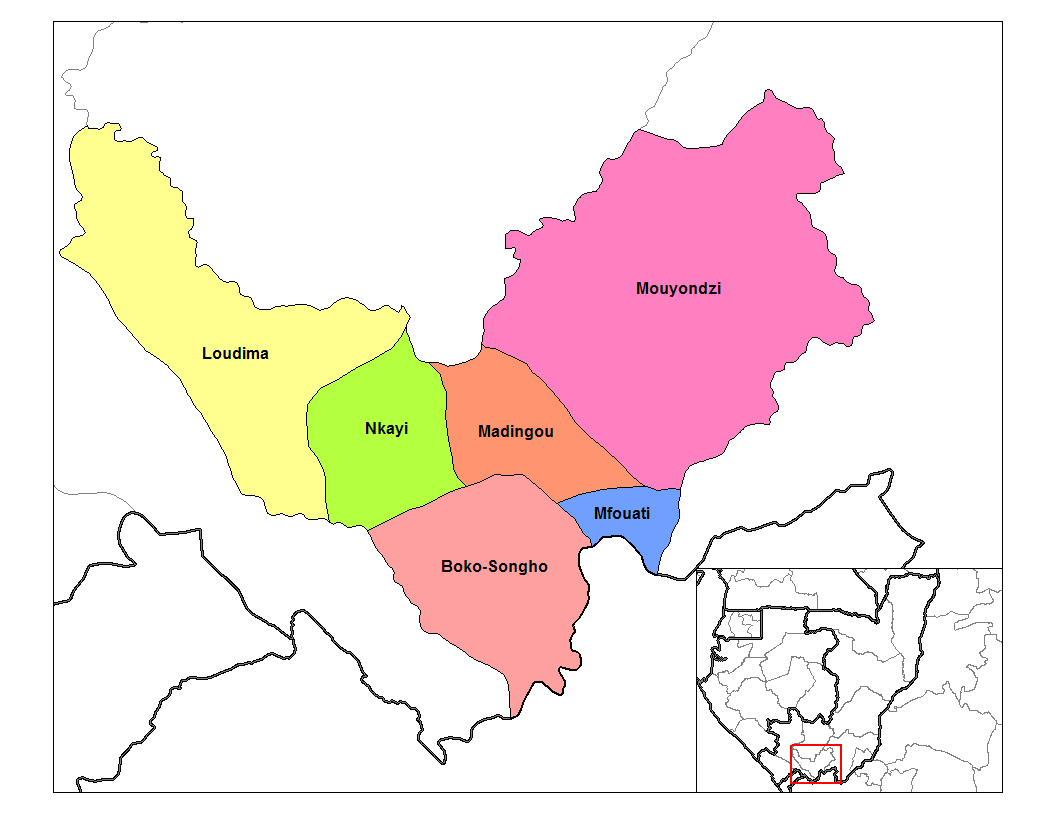

Le district de Madingou (s’écrit également Madingu) est l'un des districts du département de la Bouenza en république du Congo. Il se trouve à une trentaine de kilomètres à l'est du district de Kayes et a pour capitale la ville de Madingou.